# Суринам (річка)
Річка Суринам — одна з головних річок держави Суринам. Її витік знаходиться на Гвіанському нагір'ї поруч з горами Вільгельміна. Довжина річки становить 480 км.
На річці є кілька порогів та гребель, найбільша з яких називається Афобакадам. Водосховище Брокопондо розділяє річку на дві частини. Верхня частина майже повністю знаходиться в окрузі Сипалівіні, а у нижній течії річка тече територією округів Брокопондо, Пара, Коммевейне, Ваніка та Парамарибо.
Суринам протікає через міста Покігрон, Брокопондо, Берг-ен-Дал, Йоденсаванна, потім добирається до столиці Парамарибо, біля міста Ньїв-Амстердам зливається з рікою Коммевейне і після цього відразу впадає в Атлантичний океан.

## Розваги

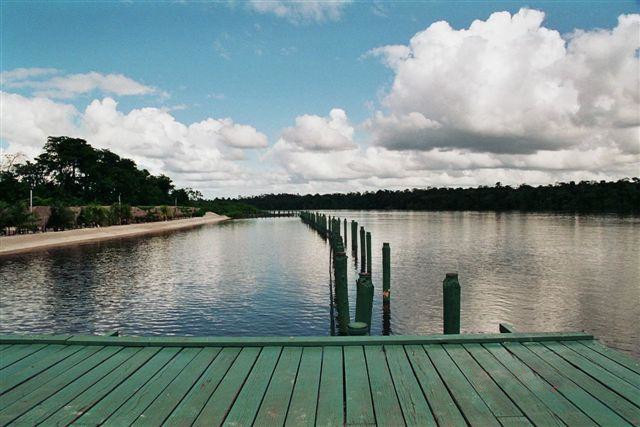
Униз за течією від Білого пляжу.

Поблизу Домбюргу уздовж річки був створений штучний пляж з білого піску. Прилеглі смуги води були обгороджені сітками, що дозволяє спокійно купатися в річці, в якій живуть піраньї. Супутні розважальні програми роблять Білий пляж дуже популярним для недільного відпочинку.
 Вікісховище має мультимедійні дані за темою: Суринам (річка)